# Svarttjärnen (Indals socken, Medelpad, 694445-156938)
Svarttjärnen är en sjö i Sundsvalls kommun i Medelpad och ingår i Indalsälvens huvudavrinningsområde.